# Breitenbach SO
| SO ist das Kürzel für den Kanton Solothurn in der Schweiz. Es wird verwendet, um Verwechslungen mit anderen Einträgen des Namens Breitenbach zu vermeiden. |

Breitenbach ist eine politische Gemeinde und Hauptort des Bezirks Thierstein im Kanton Solothurn in der Schweiz. Der frühere französische Name lautet Bretonbac.

## Geographie
Breitenbach liegt auf 392 m ü. M., 4 km ostsüdöstlich der Stadt Laufen (Luftlinie). Das Haufendorf erstreckt sich im Lüsseltal, überwiegend auf der östlichen Seite der Lüssel und beidseits des hier einmündenden Dorfbachs, im südlichen Teil des Laufener Beckens im Jura, im Schwarzbubenland.
Die Fläche des rund 6,8 km² grossen, in West-Ost-Richtung langgestreckten Gemeindegebietes umfasst einen Abschnitt des nördlichen Juras. Der westliche Gemeindeteil liegt in der Zone des innerjurassischen Laufener Beckens. Die Lüssel durchquert das Gebiet mit einem rund 1 km breiten flachen Talboden von Süden nach Norden. Westlich an das Lüsseltal schliesst der Höhenrücken des Pfaffenberges an (im Äschjurten 435 m ü. M.).
Nach Osten erstreckt sich der Gemeindeboden in die Talmulde des Dorfbachs und auf das allmählich zu den Hügeln des Faltenjuras ansteigende Gelände mit den Höhen von Helgenmatt (563 m ü. M.), Lenen (585 m ü. M.) und Littstelchöpfli, auf dem mit 621 m ü. M. der höchste Punkt von Breitenbach erreicht wird. Die östliche Grenze wird vom Kaltbrunnental, einem südlichen Seitental der Birs, gebildet. Von der Gemeindefläche entfielen 2014 20 % auf Siedlungen, 35 % auf Wald und Gehölze, 44 % auf Landwirtschaft und 1 % auf unproduktives Land.
Zu Breitenbach gehören einige Einzelhöfe. Nachbargemeinden von Breitenbach sind Himmelried, Nunningen, Fehren und Büsserach im Kanton Solothurn sowie Wahlen und Brislach im Kanton Basel-Landschaft.

## Bevölkerung
Mit 4304 Einwohnern (Stand 31. Dezember 2023) gehört Breitenbach zu den mittelgrossen Gemeinden des Kantons Solothurn. Von den Bewohnern sind 82,6 % deutschsprachig, 4,2 % italienischsprachig und 2,8 % sprechen Portugiesisch (Stand 2000). Die Bevölkerungszahl von Breitenbach belief sich 1850 auf 624 Einwohner, 1900 auf 590 Einwohner. Im Verlauf des 20. Jahrhunderts stieg die Bevölkerungszahl kontinuierlich an. Besonders grosse Zuwachsraten wurden von 1950 bis 1970 sowie seit 1980 (2518 Einwohner) verzeichnet. Das Siedlungsgebiet von Breitenbach ist heute fast lückenlos mit denjenigen von Büsserach und Brislach zusammengewachsen.

## Wirtschaft
Breitenbach war bis in die erste Hälfte des 20. Jahrhunderts ein vorwiegend durch die Landwirtschaft geprägtes Dorf. Früher gab es Sägereien, Gerbereien und Mühlen, welche von der Wasserkraft der Lüssel betrieben wurden. In der zweiten Hälfte des 19. Jahrhunderts wurden vier Holzdrechslereien und 1882 eine Uhrenfabrik gegründet. Die eigentliche Industrialisierung von Breitenbach setzte sich kurz nach der Jahrhundertwende mit der Gründung der Isola-Werke (1903) und der Brac AG (1904; Kunststofftechnik) durch.
Heute bietet Breitenbach rund 2200 Arbeitsplätze an. Mit 2 % der Erwerbstätigen, die noch im primären Sektor beschäftigt sind, hat die Landwirtschaft (vorwiegend Ackerbau, Milchwirtschaft und Forstwirtschaft) nur noch einen geringen Stellenwert in der Erwerbsstruktur der Bevölkerung. Etwa 54 % der Erwerbstätigen sind im industriellen Sektor tätig, während der Dienstleistungssektor 44 % der Arbeitskräfte auf sich vereinigt (Stand 2001).
Im Lauf des 20. Jahrhunderts haben sich vor allem entlang der Lüssel sowie im südwestlichen Dorfteil grössere Industrie- und Gewerbezonen entwickelt. In Breitenbach sind heute Betriebe des Bau- und Transportgewerbes, der Herstellung von Isolationsmaterial und Kabel (Von Roll Schweiz AG), des Maschinenbaus, der Kunststoffverarbeitung, des Gartenbaus, der Elektrobranche, der Werbebranche, eine Bandfabrik und mechanische Werkstätten vertreten. Daneben gibt es verschiedene Handelsfirmen und zahlreiche im tertiären Sektor tätige Unternehmen.

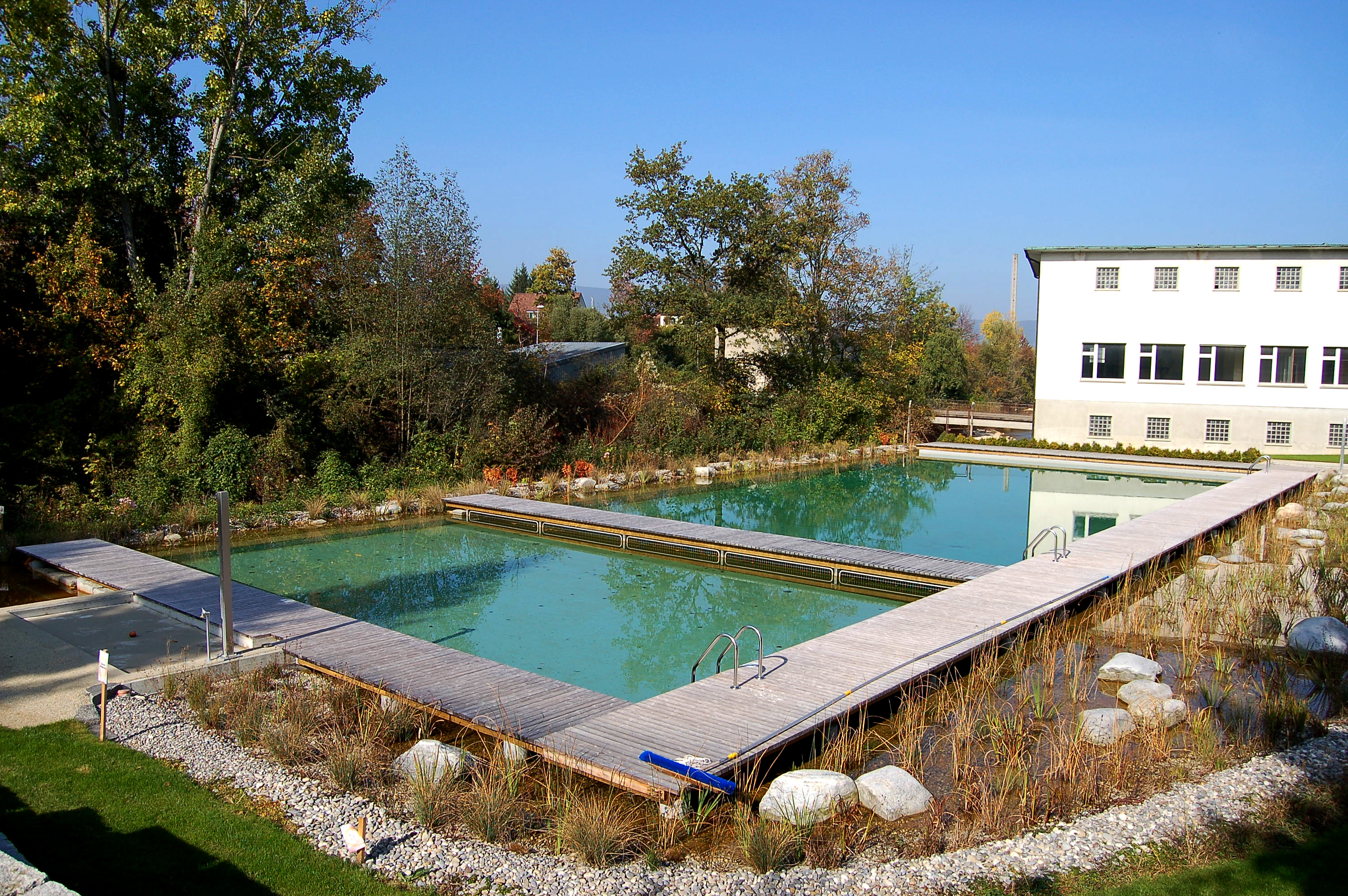
Badeteich

Seit 1929 ist Breitenbach Standort des Bezirksspitals Thierstein. Es besitzt auch eine Bezirksschule und eine heilpädagogische Sonderschule. In den letzten Jahrzehnten hat sich das Dorf auch zu einer Wohngemeinde entwickelt. Neue Wohnquartiere entstanden hauptsächlich an den aussichtsreichen Hängen östlich des Dorfkerns. Viele Erwerbstätige sind deshalb Wegpendler, die hauptsächlich in Laufen und in der Agglomeration Basel arbeiten.
Breitenbach verfügt über einen Naturteich, der als Freibad öffentlich zugänglich ist.

## Verkehr
Die Gemeinde Breitenbach wird durch Strassen aus allen Richtungen angebunden. Die Strassen laufen nordwärts in Richtung Brislach/Zwingen (in Zwingen befindet sich ein S-Bahn-Bahnhof), südlich in Richtung Büsserach – Passwang – Balsthal. Östlich in Richtung Nunningen – Liestal und westlich in Richtung Laufen. In Laufen befindet sich der grössere Bahnhof – bedient durch die S3 der S-Bahn-Basel und durch den IC51.
Öffentliche Verkehrsanbindungen:
Die Anbindung durch den öffentlichen Verkehr ist von Montag - Sonntag hervorragend.
Die Gemeinde Breitenbach kann via Postauto (übergeordnet durch den Zug) bestens erreicht werden, dafür stehen folgende Linien zur Verfügung:
111 Laufen, Bahnhof – Breitenbach – Nunningen – Bretzwil – Seewen – Büren – Bahnhof Liestal
115 Zwingen, Bahnhof – Brislach – Breitenbach – Büsserach – Erschwil (– Beinwil – Passwang – Ramiswil-Mümliswil – Balsthal, Bahnhof)
Übergeordnet durch die Züge der SBB (S3 via Zwingen und Laufen, IC51 nur via Laufen)
S 3 Porrentruy – Delémont – Laufen – Basel Dreispitz – Basel SBB – Liestal – Sissach – Olten 
51 Basel SBB – Delémont – Biel/Bienne  TT FZ BZ FS RZ , im Sommer zusätzlich 

## Geschichte

Historisches Luftbild aus 500 m Höhe von Walter Mittelholzer von 1922

Das Gemeindegebiet von Breitenbach war schon sehr früh bewohnt, was durch Funde aus der Bronzezeit und der La-Tène-Zeit sowie Überreste einer römischen Siedlung nachgewiesen werden konnte. Die erste urkundliche Erwähnung des Ortes erfolgte 1152 unter dem heutigen Namen. Später erschienen die Schreibweisen Breittenbach (1362) und Breytenbach (1365). Der Ortsname bezieht sich auf die Lüssel.
Seit der ersten Nennung unterhielt das Kloster Beinwil einen Dinghof in Breitenbach. Ab dem 12. Jahrhundert gehörte das Dorf zum Herrschaftsgebiet der Grafen von Thierstein. Nachdem das Geschlecht der Thiersteiner erloschen war, gelangte Breitenbach 1522 an Solothurn und wurde der Vogtei Thierstein zugeordnet. Während des Dreissigjährigen Krieges wurde die Ortschaft mehrfach von schwedischen Truppen in Mitleidenschaft gezogen. Im Bauernkrieg entwickelte sich Breitenbach zu einem Unruheherd und Zentrum des Aufstandes gegen die Solothurner Obrigkeit.
Nach dem Zusammenbruch des Ancien Régime (1798) gehörte Breitenbach während der Helvetik zum Distrikt Dornach und ab 1803 zum Bezirk Thierstein. Seit 1831 ist es gesetzlich Bezirkshauptort. Um die Jahrhundertwende setzte eine rasche Industrialisierung ein (Gründung der Isola-Werke, die heute der Von Roll gehören), was zu einem starken Bevölkerungszuwachs führte. Breitenbach entwickelte sich damit zum Zentrum des Bezirks Thierstein und zur zweitgrössten Gemeinde des Laufener Beckens.

## Sehenswürdigkeiten
Die ursprüngliche Pfarrkirche von Breitenbach, die seit dem 13. Jahrhundert erwähnt ist, stand in Rohr am nördlichen Dorfausgang, weswegen die Pfarrei früher Rohr-Breitenbach genannt wurde. Die heutige Rohrkapelle wurde 1865 erbaut; daneben befindet sich das alte Pfarrhaus. Von 1845 bis 1850 wurde im Dorfzentrum die neue katholische Kirche erbaut, die allerdings anfangs der 1960er Jahre einem modernen Betonbau weichen musste. Die auf freiem Feld südwestlich von Breitenbach stehende Sankt Fridolinskapelle wurde 1634 errichtet.

## Bilder

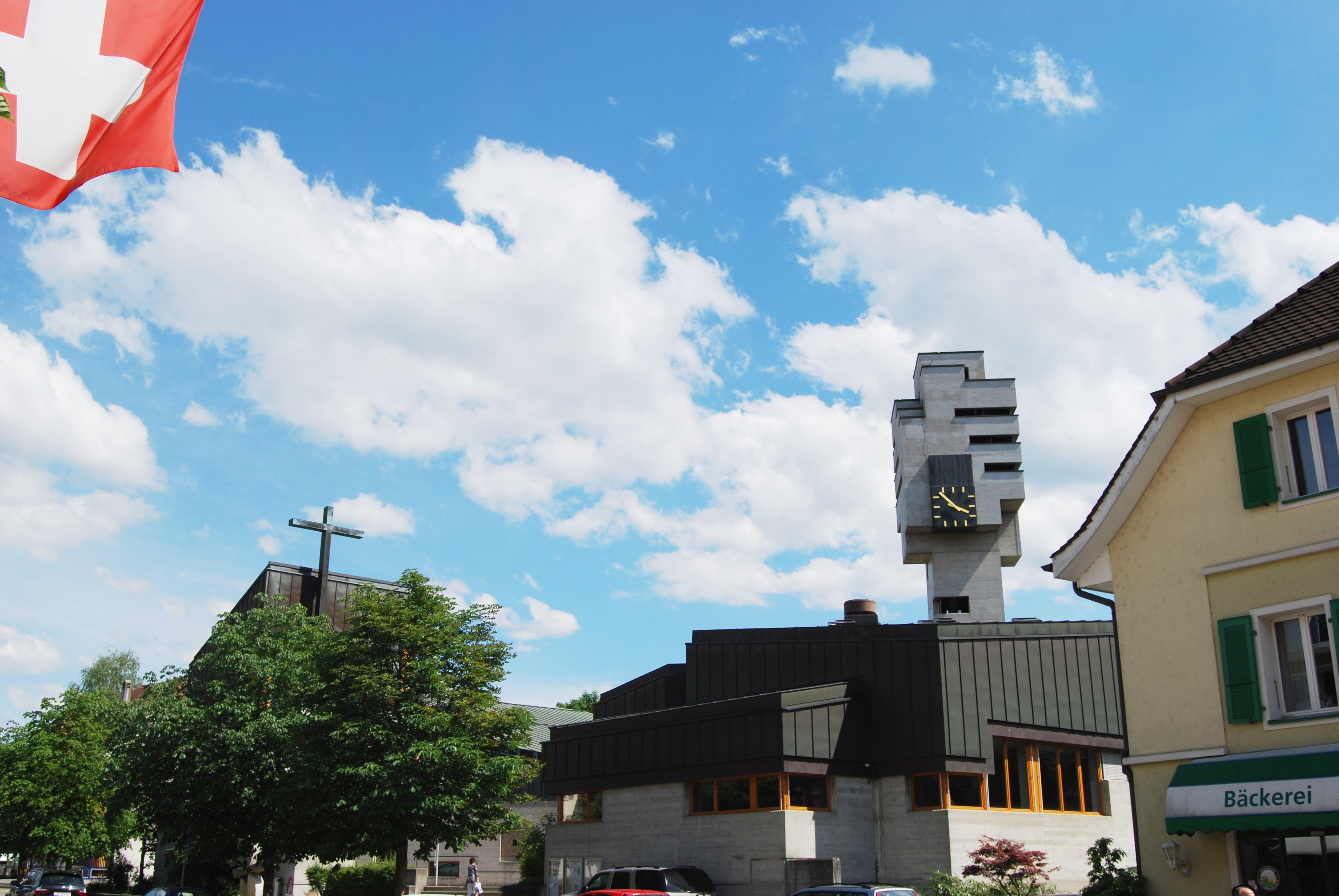
Katholische Kirche von Breitenbach
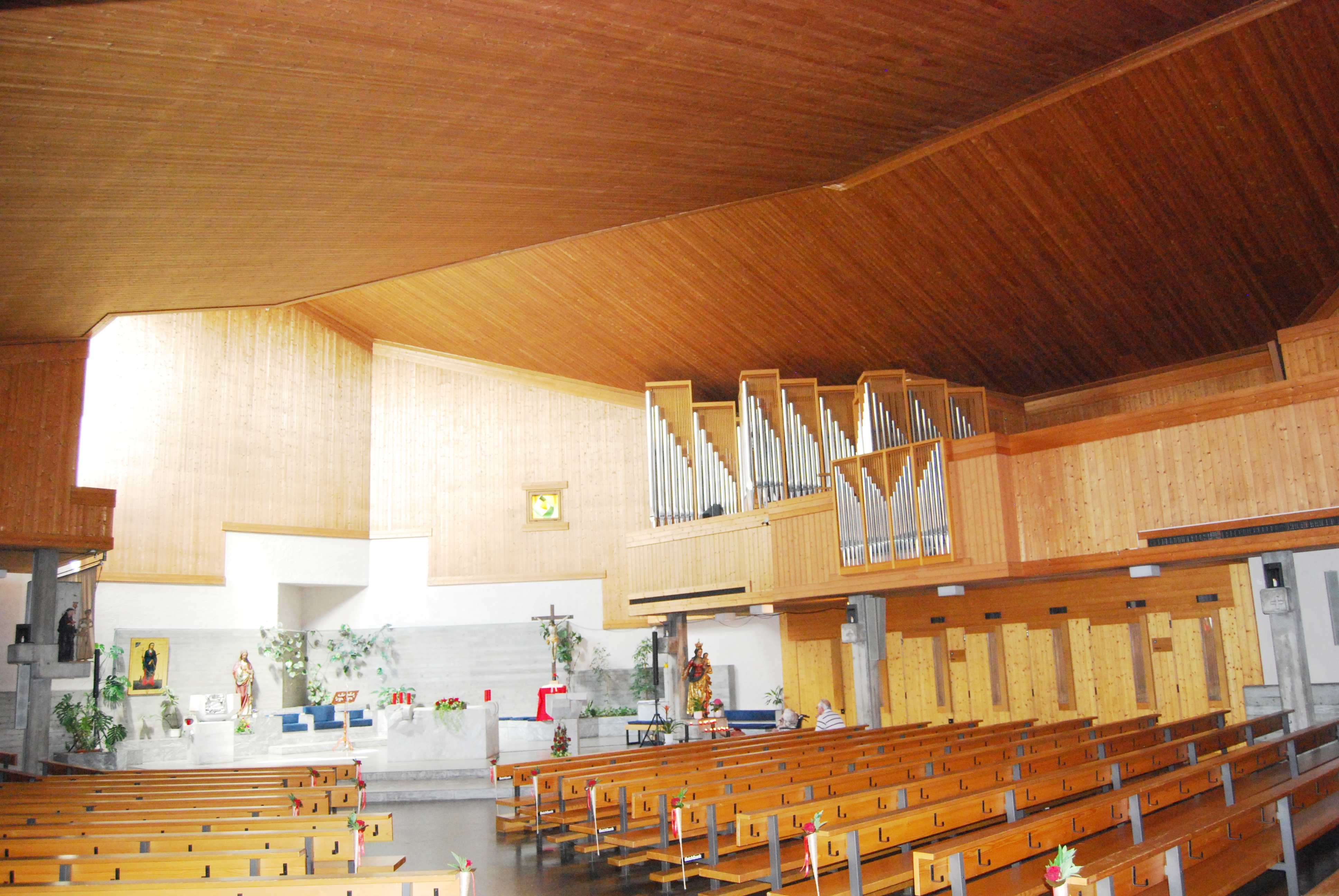
Innenansicht der Kirche
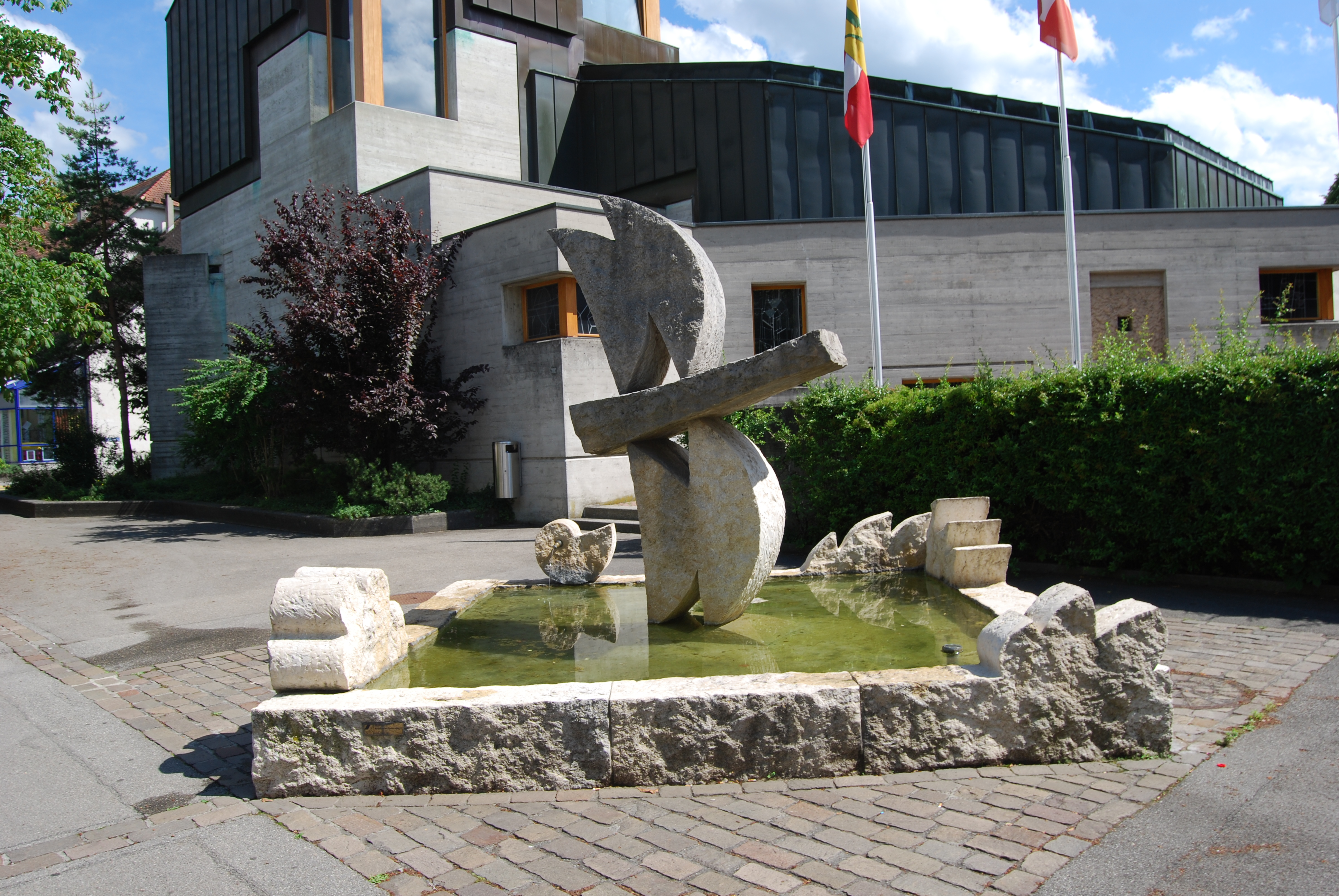
Libellenbrunnen vor der Kirche
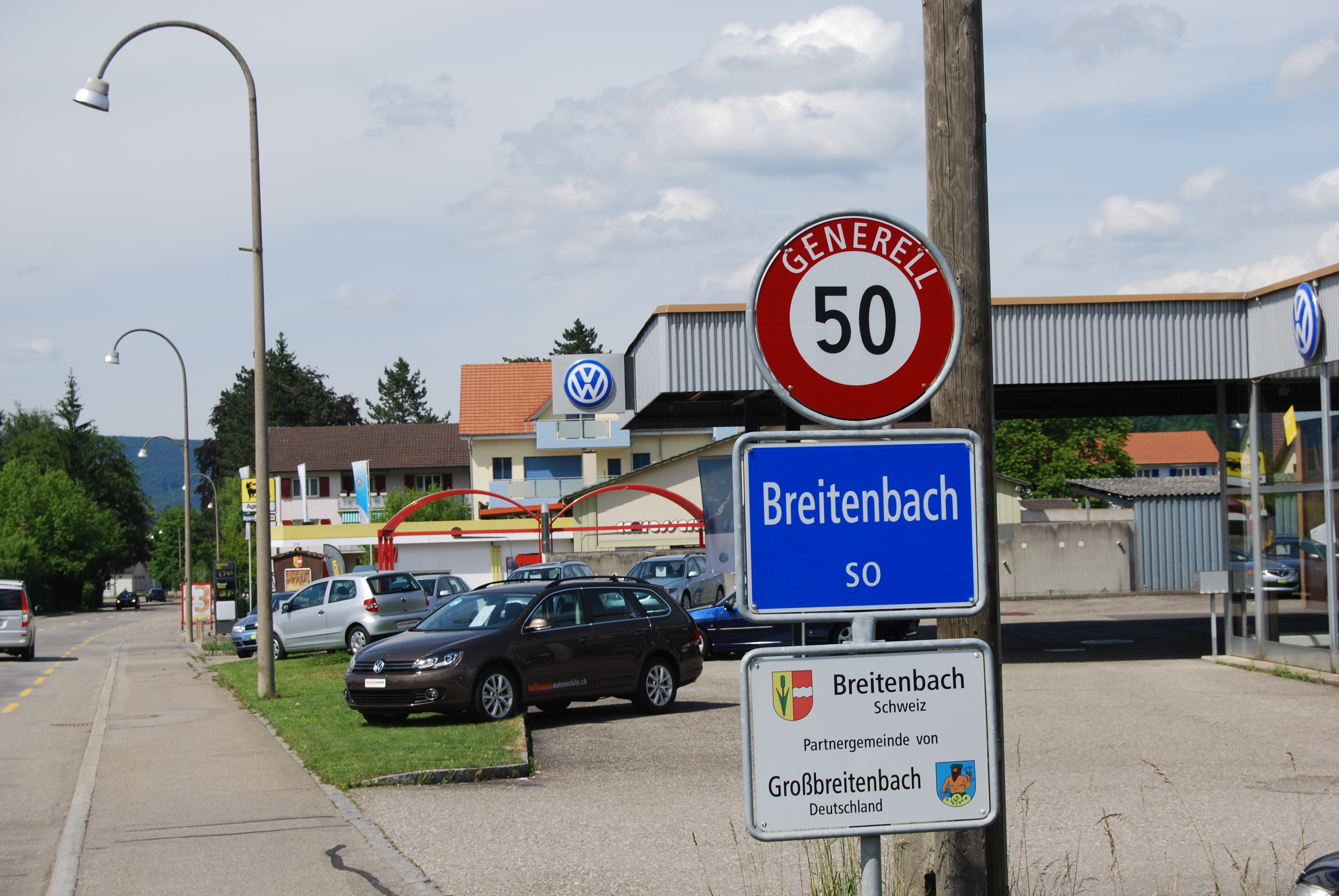
Ortseingang von Büsserach her kommend
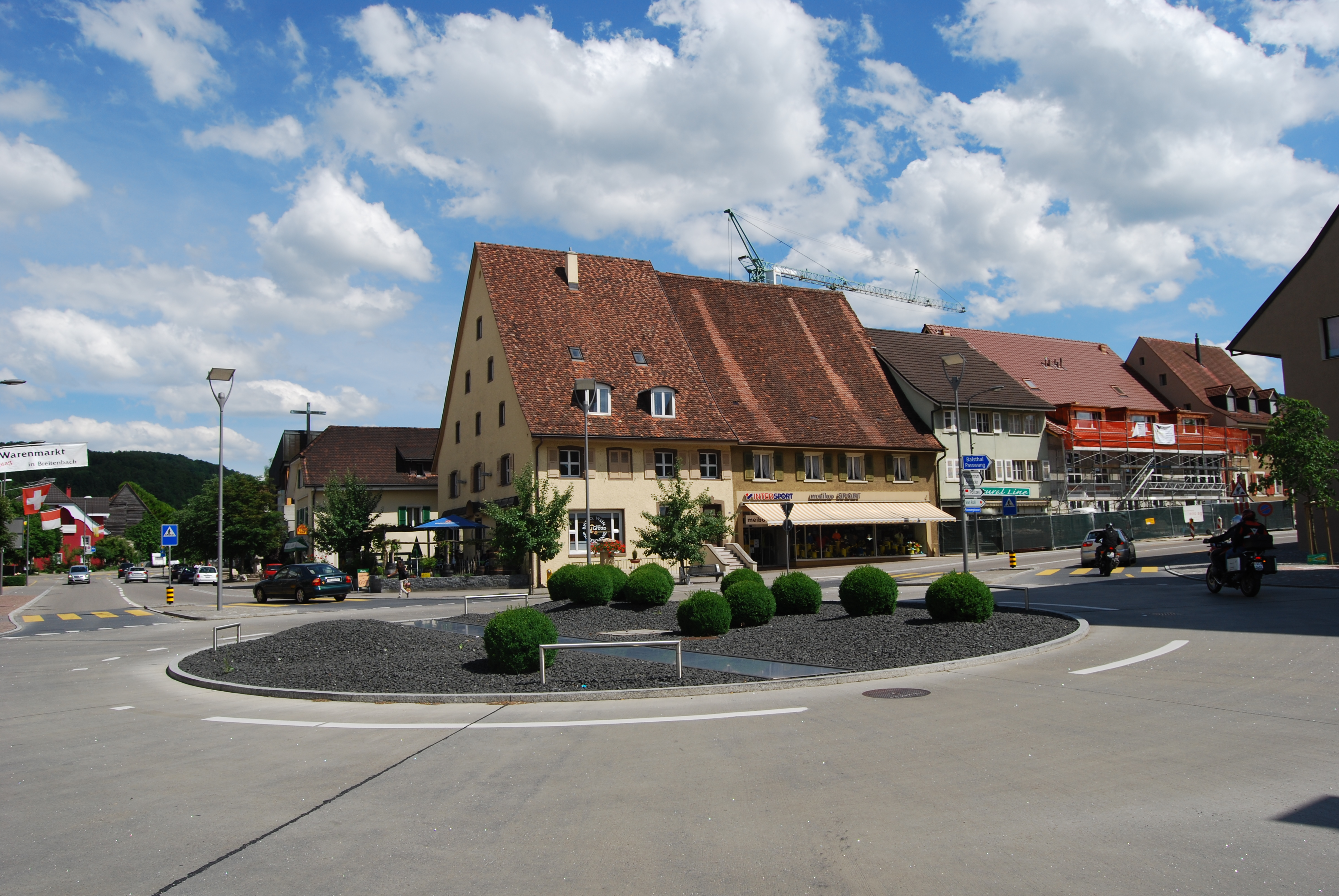
Kreisel an der Kreuzung der Kantonsstrassen im Dorfzentrum
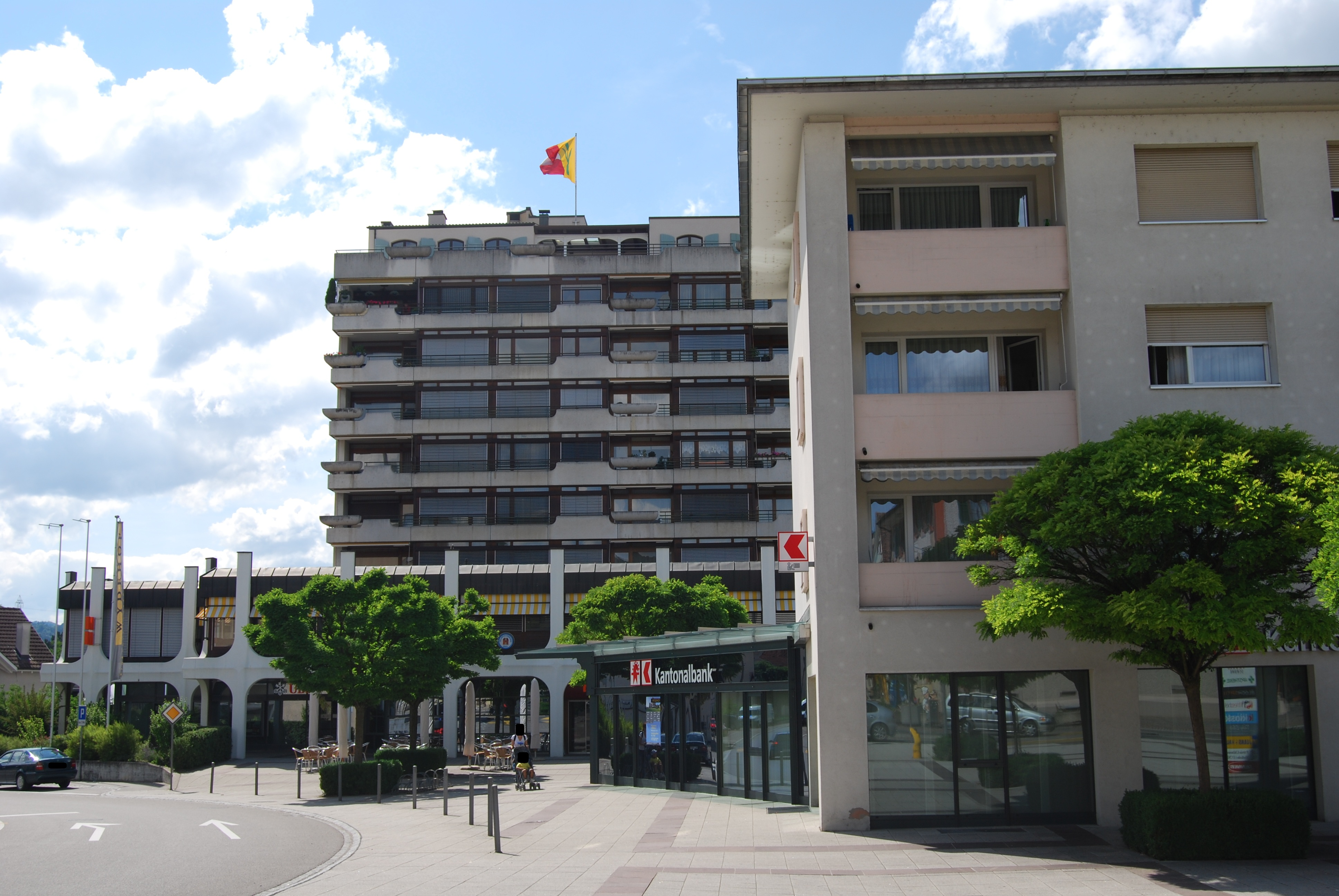
Hochhaus Wydehof im Zentrum
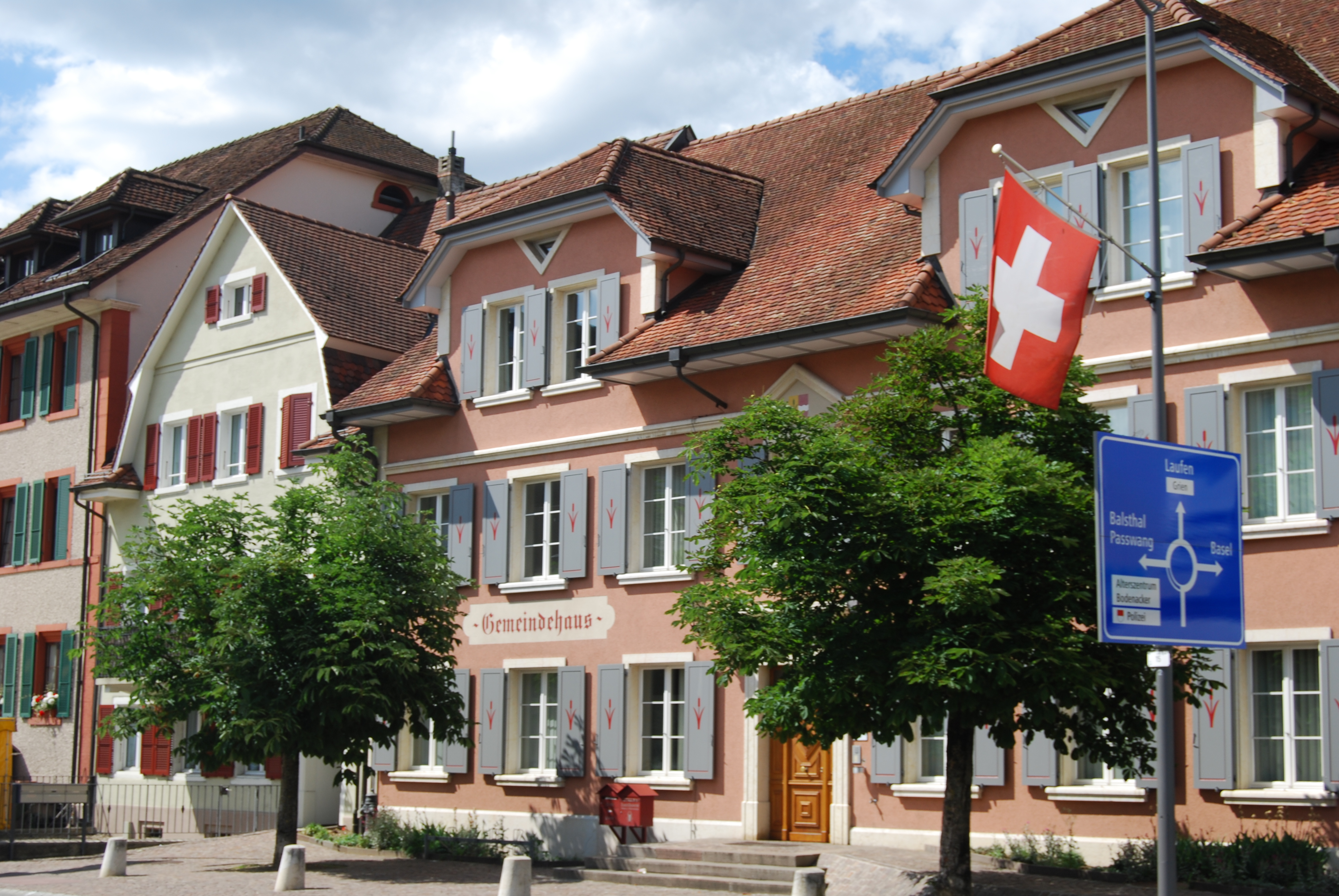
Gemeindehaus

## Wappen
Blasonierung
Gespalten von Gelb mit grünem zweiblättrigem Rohrkolben und von Rot mit weissem Wellenbalken
Die Farben grün-gelb entsprechen denjenigen des Bezirkswappens; die Farben rot-weiss denjenigen des Kantons Solothurn.

## Persönlichkeiten
- Hermann Dietler (1839–1924), Politiker (FDP)
- Fridolin Roth (1839–1920), Politiker (Katholisch-Konservative Partei)
- Adolf Ast (1874–1936), Politiker (Demokratische Fortschrittspartei), Nationalrat
- Walter Studer-Jermann (1928–2025), Elektroingenieur HTL, Journalist, Schriftsteller, Fotograf. Träger Kulturpreis Kanton Solothurn (1988)
- Urs Rauber (* 1948), Journalist und Autor
- Therese Weber (* 1953), bildende Künstlerin
- Christian Imark (* 1982), Politiker (SVP)